# MiningWorld Central Asia

Logo

Die MiningWorld Central Asia ist eine Fachmesse für die internationale Bergbaubranche in Kasachstan. Sie findet seit 1994 jedes Jahr im Atakent Expo Exhibition Centre in Almaty statt. Das nächste Mal findet sie vom 20. bis 22. September 2017 statt.

## Bereiche
Die MiningWorld Central Asia gliedert sich in folgende Bereiche:
- Bergbau und Mineralienexploration
- Tagebau
- Untertagebau
- Metall- und Mineralienverarbeitung
- Verhüttung und Raffination
- Schüttgüterabwicklung
- Bergbauumfeld

## Daten und Fakten
Unter den 215 Ausstellern auf der MiningWorld Central Asia 2010 waren Unternehmen vorwiegend aus Asien und Europa vertreten. Dabei kamen sie unter anderem aus Australien, Österreich, Kanada, China, Frankreich, Deutschland, dem Iran, Kasachstan, Peru, Russland, Südkorea, der Schweiz, der Türkei und den Vereinigten Staaten.
Die gesamte Ausstellungsfläche der MiningWorld Central Asia 2010 betrug 6.280 Quadratmeter. Es waren insgesamt 215 Aussteller und 26 ausstellende Staaten anwesend. Die Fachbesucheranzahl betrug 3.286.
| Jahr | Zeitraum              | Fachbesucher | Aussteller | Ausstellungsfläche in Quadratmetern | Quellen |
| ---- | --------------------- | ------------ | ---------- | ----------------------------------- | ------- |
| 2010 | 15. bis 17. September | 3.286        | 215        | 6.280                               | [ 1 ]   |